# Роберт Ландсбург
Роберт Ландсбург (англ. Robert Emerson Landsburg; 13 листопада 1931, Сіетл — 18 травня 1980) — американський фотограф, котрий загинув при виверженні вулкана Сент-Хеленс.

## Біографія
Народився в Сіетлі (штат Вашингтон), на момент виверження проживав у Портленді (Орегон).
Протягом декількох тижнів перед початком виверження Ландсбург неодноразово приїжджав до вулкану, фотографуючи ті зміни, які там відбувалися. Вранці 18 травня 1980 року він був в кількох кілометрах від вершини. Після вибуху вулкану, зрозумівши, що шансів на порятунок від хмари попелу у нього вже нема, Роберт Ландсбург залишився на місці і продовжував фотографувати виверження вулкану, доки мав можливість. Після чого перемотав плівку в касету, прибрав фотоапарат до рюкзака, який поклав під себе для кращого захисту.
У такому вигляді його тіло було виявлено під шаром попелу через сімнадцять днів. Плівка у фотоапараті не постраждала, її було проявлено. Отримані світлини допомогли геологам отримати більш точну картину виверження.

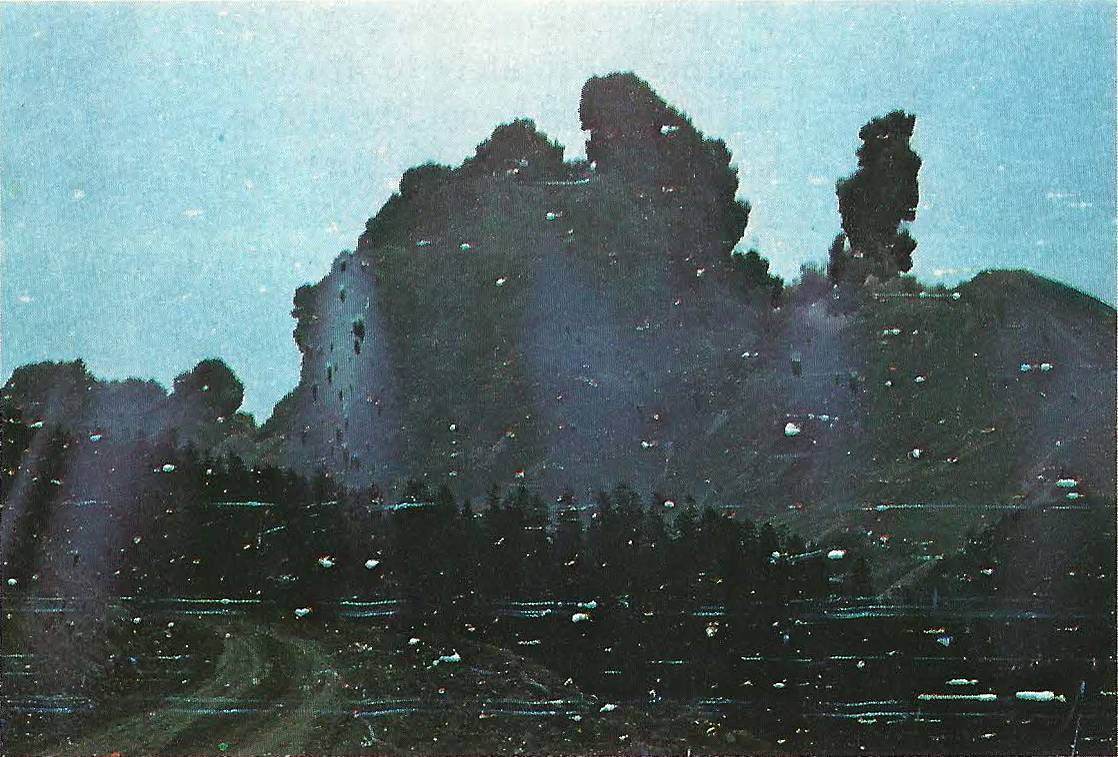
Одна із світлин, зроблених Робертом Ландсбургом під час виверження вулкану

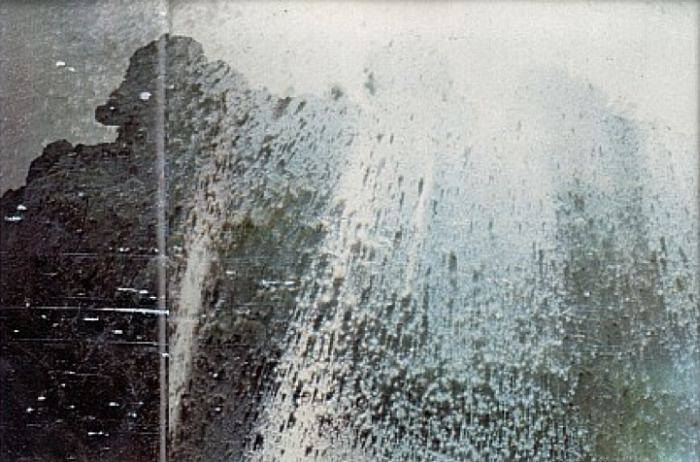
Остання світлина, зроблена Робертом Ландсбургом при виверженні вулкану

Був похований на цвинтарі Mount Saint Helens Memorial Grove округу Скамейнія, штат Вашингтон.